# Tadeusz Bachleda-Curuś
Tadeusz Jan Bachleda-Curuś (ur. 8 września 1946) – polski geolog i urzędnik państwowy, doktor inżynier nauk o Ziemi, w latach 1998–2001 podsekretarz stanu w Ministerstwie Środowiska i Główny Geolog Kraju.

## Życiorys
Ukończył studia wyższe inżynierskie, następnie obronił doktorat. Został pracownikiem naukowym Wydziału Geologii, Geofizyki i Ochrony Środowiska Akademii Górniczo-Hutniczej w Krakowie, gdzie zainicjował powstanie laboratorium porozymetrycznego. Został członkiem Wydziału VII – Nauk o Ziemi i Nauk Górniczych Polskiej Akademii Nauk. W latach 80. przez pewien czas pracował w Meksyku, zajmował się także działalnością dyplomatyczną i biznesową. Został właścicielem majątku o wartości szacowanej przez media na 100 mln złotych.
Od 8 stycznia 1998 do 22 października 2001 pełnił funkcję podsekretarza stanu w Ministerstwie Środowiska (do 17 listopada 1999 pod nazwą Ministerstwo Ochrony Środowiska, Zasobów Naturalnych i Leśnictwa) oraz Głównego Geologa Kraju. W latach 1998–1999 przewodniczył Zgromadzeniu Międzynarodowej Organizacji Dna Morskiego (ISBA). W 2002 został prezesem zarządu Agencji Rozwoju Miasta Krakowa. Później pracował w Najwyższej Izbie Kontroli, gdzie został szefem Departamentu Środowiska, Rolnictwa i Zagospodarowania Przestrzennego.

## Życie prywatne
Syn Tadeusza z rodziny Bachleda-Curusiów, jego dziadkowie zginęli w obozie koncentracyjnym w Oświęcimiu. Żonaty z tancerką baletową Lidią, jest ojcem aktorki Alicji i pilota Tadeusza, a także bratem byłego burmistrza Zakopanego Adama. W 2012 zachorował na białaczkę, w 2018 został z niej wyleczony.
Odznaczony Krzyżem Kawalerskim Orderu Odrodzenia Polski (2009).